# Parco nazionale di Shikotsu-Tōya
Il Parco nazionale di Shikotsu-Tōya (支笏洞爺国立公園?, Shikotsu Tōya Kokuritsu Kōen) è un parco nazionale giapponese, posto nella parte centrale dell'Hokkaidō.
Istituito il 16 maggio 1949, il nome del parco deriva da due laghi compresi al suo interno, situati all'interno dei crateri di antichi vulcani, il lago Shikotsu e il lago Tōya. All'interno del parco sono inoltre presenti alcune stazioni termali (onsen), oltre che la sorgente calda di Noboribetsu.